# رينيه باولو
رينيه باولو (بالإنجليزية: Rene Paulo)‏ هو موسيقي وعازف بيانو أمريكي، ولد في 1930.